# Ледовая переправа

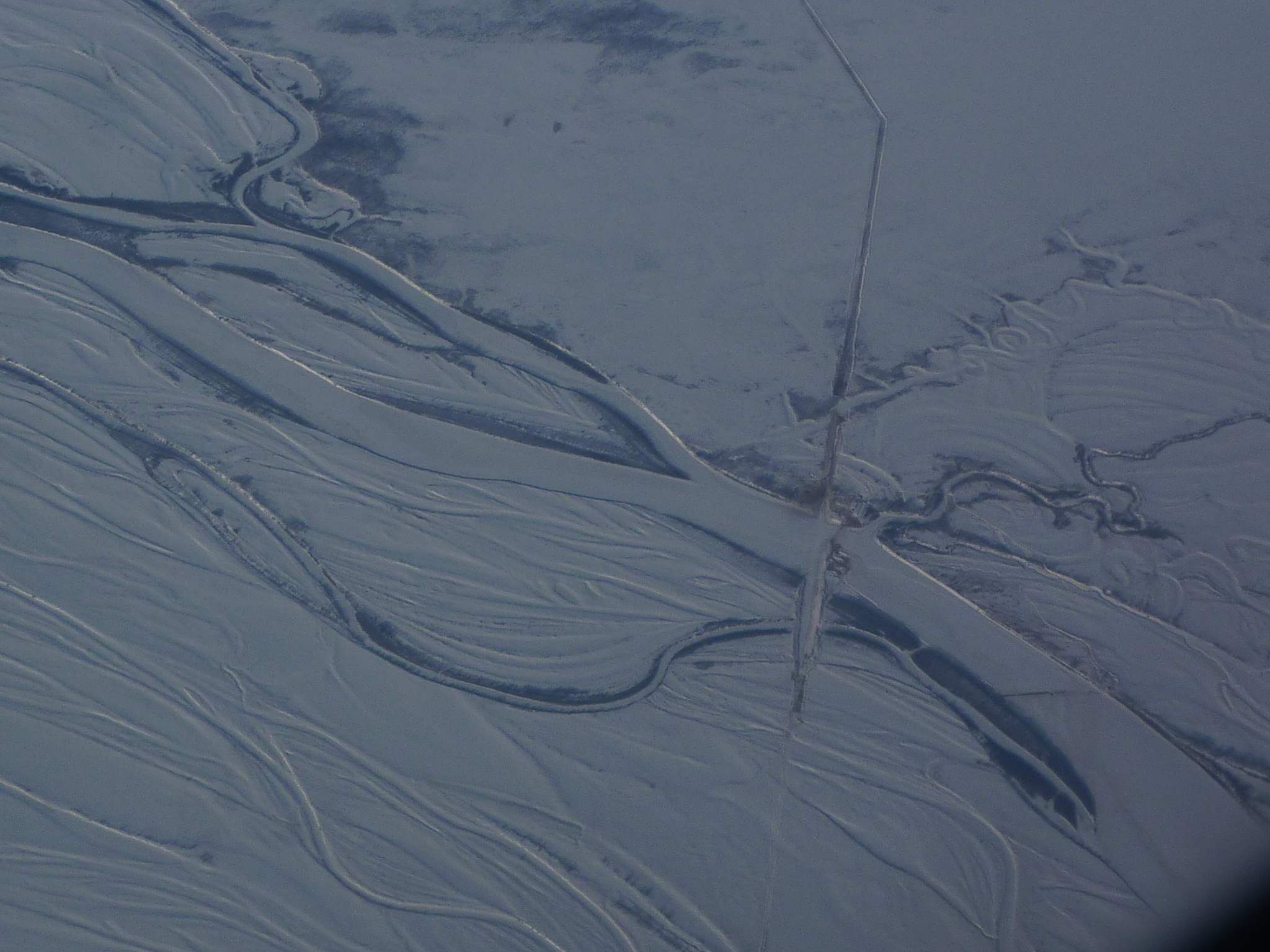
Ледовая переправа через один из рукавов реки Амур

Ледовая переправа — это переправа (дорога, путь), проложенная по ледяному покрову рек, озер, морей и других водных преград (водных объектов).
Ледовая переправа — это участок дороги (зимника), проложенный по льду водного объекта, используемый для передвижения автотранспорта или гужевого транспорта, а также передвижения людей в целях обеспечения жизнедеятельности населения и работы предприятий и организаций.
Ледовая переправа подлежит обустройству в соответствии с предъявляемыми требованиями. Ледовая переправа — это инженерное сооружение, оборудованное по ледяному покрову рек, озер, морей и других водных преград в целях организации безопасного пропуска транспортных средств.
Летом её заменяет понтонный мост (понтонная переправа) или паромная переправа. Несмотря на предпринимаемые меры безопасности, ежегодно на ледовых переправах погибает множество людей, проваливаются под лёд автомобили и ценные грузы. Поэтому ледовые/понтонные и паромные переправы, несмотря на дополнительные расходы, стремятся заменять значительно более надёжными мостами, сооружаемыми обычно вблизи этих, временных, переправ. 
Большее число ледовых переправ в России находится в Сибири и Дальнем Востоке.
Ледовая переправа открывается зимой (в большинстве случаев — январь — начало февраля), закрывается в конце марта — начале апреля.
Одной из самых известных ледовых переправ являлась Дорога жизни в годы Великой Отечественной войны.

## Требования
Толщина {\displaystyle h} основного кристаллического льда на ледовой переправе должна быть не менее {\displaystyle h=11{\sqrt {G_{a}}}}, где {\displaystyle G_{a}} — полный вес автомобиля в тоннах. Если толщина льда меньше, то толщину льда можно нарастить. Если толщина льда близка к минимально допустимой, то автомобили должны двигаться без остановок со скоростью не более 10—15 км/ч при интервале между ними в 25—40 м.